# Motoreduktor
Motoreduktor – maszyna napędowa, będąca normalnie nierozłącznym, zintegrowanym połączeniem napędu elektrycznego z przekładnią mechaniczną, a czasami także z urządzeniami dodatkowymi, takimi jak sprzęgło jednokierunkowe, hamulec, itp. Dzięki zwartej budowie, motoreduktor zajmuje kilka (a czasami nawet kilkanaście) razy mniej miejsca niż „rozproszony” układ napędowy.

## Budowa
Motoreduktor zastępuje konwencjonalne układy napędowe, składające się z silnika, kilku przekładni (w tym często wielkogabarytowej przekładni pasowej), sprzęgieł, itp. W motoreduktorze wszystkie elementy napędu, redukcji prędkości, przeniesienia momentu, itp. znajdują się w jednej obudowie, względnie w kilku na stałe połączonych ze sobą segmentach. Dzięki wielostopniowym przekładniom, uzyskuje się wypadkowe przełożenie osiągające nawet kilkudziesięciu tysięcy.
Motoreduktory dzieli się ze względu na rodzaj zastosowanej przekładni zębatej na ostatnim stopniu przełożenia. Tak więc najczęściej spotykane motoreduktory to:
- motoreduktory walcowe (z przekładnią walcową)
- motoreduktory płaskie (z przekładnią walcową, ale wewnętrzne ukształtowanie przekładni umożliwia zmieszczenie kilku dodatkowych stopni przełożenia)
- motoreduktory stożkowe (z przekładnią stożkową)
- motoreduktory ślimakowe (z przekładnią ślimakową)
- motoreduktory planetarne (z przekładnią planetarną)

## Zalety i wady
Najważniejszą zaletą motoreduktorów są niewielkie wymiary oraz umieszczenie niemal całego układu napędowego maszyny w jednym miejscu, w jednej obudowie. Projektant nie musi się więc skupiać na doborze czy projektowaniu poszczególnych elementów składowych, dobiera jedynie motoreduktor z katalogu na podstawie zadanych parametrów:
- obroty wału wyjściowego
- moment wyjściowy (lub moc i sprawność)
- współczynnik przeciążenia
- pozycja pracy

Przy przenoszeniu dużych mocy i jednocześnie dużym przełożeniu, motoreduktory osiągają bardzo duże rozmiary, dlatego w tych przypadkach lepiej zastosować konwencjonalny, rozproszony układ napędowy. Jest to najważniejsza wada motoreduktorów.